# Deileptenia abietaria
Deileptenia abietaria är en fjärilsart som beskrevs av Ignaz Schiffermüller 1775. Deileptenia abietaria ingår i släktet Deileptenia och familjen mätare. Inga underarter finns listade i Catalogue of Life.